# 前門区
前門区（ぜんもん-く）は中華人民共和国北京市にかつて存在した市轄区。

## 歴史
中華民国時代の1929年（民国18年）に設置された北平市外三区を前身とする。1952年に前門区と改称された。1958年に廃止され崇文区に統合され消滅した。

## 行政区画
| 前の行政区画 北平市外三区 | 北京市の歴史的地名 1952年 - 1958年 | 次の行政区画 崇文区 |